# Port Édouard-Herriot
Le port Édouard-Herriot est le port fluvial de Lyon,  sur le Rhône, situé dans le quartier de Gerland, dans le sud de la ville. Nommé en l'honneur du Président du Conseil et maire de Lyon Édouard Herriot, il a été construit à partir de 1935 par la Compagnie nationale du Rhône, qui en assure encore la gestion. Il a été inauguré le 31 mars 1938 en complément à l'époque du port Rambaud, notamment pour recevoir des vraquiers. Le port occupe une surface totale  de 187 hectares dont plus de 150 hectares de terre-plein.

## Trafic et activité
Le trafic global du port est de 11,32 millions de tonnes de marchandises dont près de 2,5 millions de tonnes par pipeline depuis Fos-sur-Mer et près de 137 000 conteneurs traités. La part du trafic fluvial représente 1,4 million de tonnes.
Le port de Lyon assure le rôle de plate-forme multimodale de proximité pour tous types de marchandises. Soixante-dix entreprises sont présentes sur le site dans la partie privative. Pour le trafic en vrac, le port prend en charge notamment des hydrocarbures, des granulats et matériaux de construction, des produits métallurgiques pour partie transformés sur place et destinés à l'industrie lyonnaise. Il est aussi port d'exportation fluvio-maritime de la production céréalière du Nord-Dauphiné.
Le port public est entièrement affecté au transport de conteneurs, géré par Lyon-Terminal depuis 1993 (filiale de la CNR mais détenu à 16 % par le grand port maritime de Marseille). Du fait de son fort développement depuis les années 2000, un second terminal conteneurs a été construit doublant la surface de stockage depuis 2006 date de sa construction, la capacité totale du port étant portée à 400 000 conteneurs.
En décembre 2024, la Compagnie Nationale du Rhône (CNR), attribue l'exploitation des deux terminaux à conteneurs du Port Édouard-Herriot pour 30 ans à un consortium composé de CMA Terminal Holding filiale de CMA CGM (67 %), la Caisse des Dépôts (25 %), la CCI Lyon Métropole Saint-Etienne Roanne (4 %) et la CCI Aix-Marseille-Provence (4 %).

## Urbanisme
L'avenir d'enclave dans la ville de ce site industriel  fait l'objet d'une réflexion stratégique : le port autonome doit-il limiter son développement en emprise géographique (et par méconnaissance par les Lyonnais) face au développement urbain en place?

## Accidents
- Le 22 décembre 1976, un autocar transportant des enfants handicapés s'égare dans le port par suite du brouillard et bascule dans les eaux du Rhône : 14 noyés[8].
- Le 2 juin 1987[9], l'explosion de cuves d'hydrocarbures, avec une boule de feu de 450 mètres de hauteur, est suivie d'un incendie qui dura 22 heures : 6 blessés dont 2 graves[10].
- Le 17 octobre 1991 : explosion puis incendie de barges lors d'un transvasement d'hydrocarbures : 1 mort[11].